# Rete 37
Rete 37 è stata una rete televisiva italiana regionale.
Ha fatto parte dei circuiti nazionali Junior TV e TivuItalia.

## Storia
L'emittente nacque nel 1982 con il nome di Canale 6. 
Inizialmente proponeva televendite e repliche di alcuni programmi di Tele 37, appartenente allo stesso gruppo editoriale.
Nel 1985 aderì ai circuiti nazionali Junior TV e TivuItalia in contemporanea.
Nel 1987, quando Tele 37 entrò a far parte del network Italia 7, i programmi di questa passarono su Canale 6.
Sul finire degli anni Ottanta presero il via quattro edizioni al giorno di "notizie flash" autoprodotte (alle 12,15; 14,15; 19,15 e 22,15).
Nel 1990 il canale cambiò nome in Rete 37 e riformò il proprio palinsesto. Dedicava molto spazio allo sport, con le partite di basket della Neutro Roberts, le rubriche Gol 37, Basket Ball, Sport 37 anteprima e Calcio parlato, condotto dal giornalista Raffaello Paloscia.
Rete 37 seguiva in diretta anche il locale calcio in costume e il tradizionale "Scoppio primaverile della Colombina" a Firenze.
Nella stagione 1993/1994 mandò in onda il programma Zona franca, condotto da Gianfranco Funari.
Nella seconda metà degli anni Novanta Rete 37 abbandonò le syndication delle quali faceva parte e si dedicò a una programmazione di tipo esclusivamente regionale, come il TGT (TeleGiornale Toscana), il TGT Settimanale, la rubrica Parliamone in famiglia, Vida loca, 7 giorni TGT, Speciale TGT e la rubrica sportiva Sprint 37.

## Giornalisti
- Cristina Becchi
- Vittorio Betti
- Luciano Gianluca Calì
- Isabella D'Antono
- Gaetano D'Arienzo
- Michelle Isler
- Massimiliano Mantiloni
- Giorgio Micheletti
- Oliva Poli
- Gaia Simonetti

## Programmi
- Gol 37, programma sportivo
- Basket Ball, programma sportivo
- Sport 37 anteprima, programma sportivo
- Calcio parlato, condotto dal giornalista Raffaello Paloscia
- Zona franca, condotto da Gianfranco Funari
- TGT, telegiornale
- TGT Settimanale, rubrica di informazione
- Parliamone in famiglia, rubrica
- Vida loca
- 7 giorni TGT, rubrica di notizie
- Speciale TGT, rubrica di notizie
- Sprint 37, rubrica sportiva